# De agri cultura

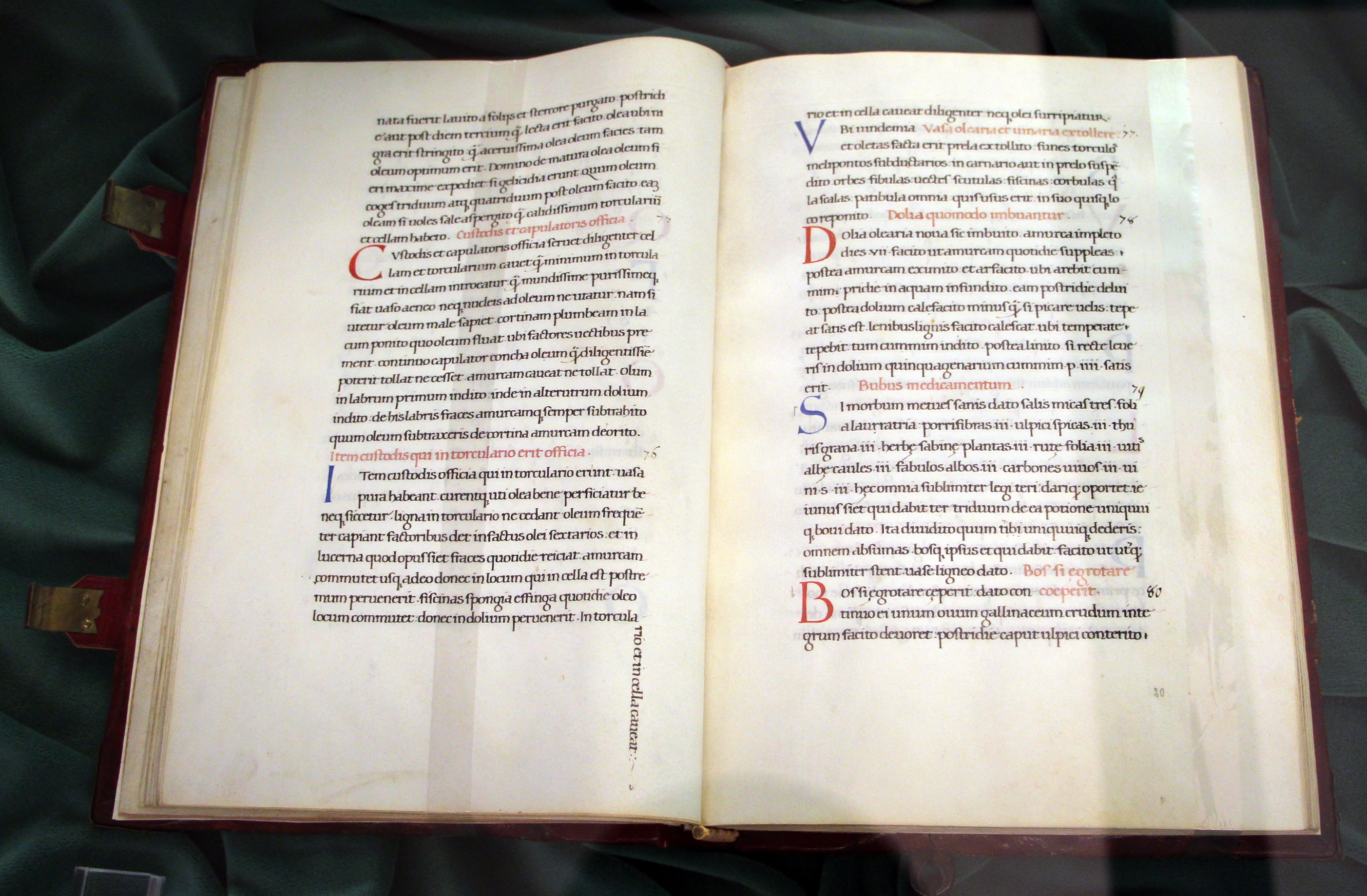
De agri cultura (XV sec., Biblioteca Medicea Laurenziana, pluteo 51.2)

De agri cultura (Über den Ackerbau) ist das älteste erhaltene Prosawerk in lateinischer Sprache. Es wurde etwa 150 v. Chr. von Marcus Porcius Cato dem Älteren, gen. Cato maior, verfasst.

## Gegenstand
Catos Schrift ist kein systematisches Lehrbuch der Landwirtschaft, sondern beinhaltet vielmehr eigene Erfahrungen als Landwirt bzw. mündliche Mitteilungen seiner Zeitgenossen. Die Landwirtschaft ist für ihn im Wesentlichen auf Kapital ausgerichtet. Cato geht in seinem Werk davon aus, dass der pater familias ein bestimmtes Gut zu kaufen beabsichtigt. Seine weiteren Ausführungen zielen nun darauf ab, wie sich aus dem eingesetzten Kapital die höchst mögliche Rendite herausschlagen lässt. Cato beschreibt zwei Haupthöfe, die auf ager privatus liegen: das olivetum (Olivenpflanzung) sowie die vinea (Weinpflanzung). Die Olivenpflanzung misst 250 iugera, die Weinpflanzung 100 iugera. Die Bewirtschaftung erfolgt gemäß Catos Rentabilitätsprinzipien für Anbau und Bodennutzung: An erster Stelle steht demnach der Weinbau, an zweiter Stelle folgen Gartenprodukte (Blumen, Obst und Gemüse) an dritter Stelle Weidenpflanzungen, an vierter folgt Olivenanbau, an fünfter steht Wiesen-, damit Weidewirtschaft und Viehzucht. An letzter Stelle steht Getreideanbau. Mit diesen Rentabilitätsprinzipien hat es folgende Bewandtnis: Wein- und Ölbau machen den Schwerpunkt der italischen Landwirtschaft nach Cato aus. Dieser Feststellung widerspricht keineswegs, dass Cato Olivenanbau erst an vierter Stelle nennt. Auf sumpfigem Boden ergibt die Weidewirtschaft höhere Rendite als Olivenpflanzung auf dem gleichen Boden. In der Nähe der Stadt erweist sich Gartenbau von größerem Vorteil, da die Produkte (Blumen, Obst und Gemüse) leicht verderblich sind und daher möglichst kurzer Lieferwege bedurften. An wirtschaftlicher Bedeutung jedoch konnten beide Produkte mit Wein und Öl als Verkaufsartikel nicht mithalten.

## Ackerbau in Italien bis 200 v. Chr.
Der Beginn der römischen Landwirtschaft lässt sich wahrscheinlich in der Viehhaltung verifizieren, da sich das Gebiet um Latium in erster Linie für diese Art der Agrarkultur eignete. Latium wurde 338 als civitates sine suffragio (Bürgerschaft ohne Wahlrecht, vgl. Bundesgenossen, Bundesgenossenkrieg) in das römische Gemeinwesen eingeordnet. Erst nach dem Latinerkrieg (340–338 v. Chr.), als Rom mit Kampanien und Etrurien im 2. Samniterkrieg (328–304 v. Chr.) sehr fruchtbare Gebiete erobern konnte, nahm verstärkt Ackerbau in Form von Getreidewirtschaft zu.
Italien war bis 200 v. Chr. somit weitestgehend Ackerland für Getreideanbau. Aus dem Getreideanbau als erstem Bestandteil der Landwirtschaft entwickelte sich eine flächendeckende, modifizierte Landwirtschaft, in der der Kleinbauer Parzellen bewirtschaftete, die anfänglich zwischen 2 und 10 iugera maßen. Nach dem Zweiten punischen Krieg lichtete sich die Zahl der Kleinbauern. Viele kamen zwar heil aus dem Krieg zurück, fanden aber ihren Besitz verwahrlost (im Krieg wurde die Taktik der 'verbrannten Erde' verfolgt). Im Zuge der Intensivierung der Geldwirtschaft (3. Jh. v. Chr.) und der damit verbundenen ungeheuren Kapitalanhäufung gelang es der Aristokratie, im Sinne einer Art Flurbereinigung die verschuldeten Parzellen aufzukaufen und in ein Garten- und Weideland zu verwandeln. Weidewirtschaft hatte ab 200 v. Chr. in Rom oberste Priorität, nachdem billigeres Getreide aus anderen Gebieten, insbesondere aus Afrika, nach Rom hatte gelangen können.

## Bodennutzung bei Cato
Gartenbau in kleinerem Maße (dazu gehörten Blumen, Gemüse und Obst, nicht aber Oliven und Reben) konnte ohne größeres Kapital in der näheren Umgebung der Stadt betrieben werden. Wein- und Olivenanbau waren indes der Großwirtschaft vorbehalten, ebenso wie die Wiesenkultur. Hält man sich Catos Rentabilitätsangaben vor Augen (siehe unter 'Gegenstand'), vergleicht diese mit den von ihm zum Gegenstand gemachten Musterwirtschaften (vinea, olivetum), dann fällt auf, dass Wiesen- und Weidewirtschaft angesichts der geringen Fläche der Musterwirtschaften von 240 bzw. 100 iugera auf diesen Villen nicht infrage kommt. In seinem Werk behandelt Cato den Ackerbau – es handelt sich nicht, wie in der Forschung häufig vermutet, um Angaben bezüglich Ackerbau und Weidewirtschaft. Weidewirtschaft wird bei Cato vom Ackerbau strikt getrennt, wobei der Terminus 'Ackerbau' leicht missverständlich wird, impliziert er doch den stärkeren Bezug zu Getreideanbau. Cato meint den Begriff 'Ackerbau' aber wörtlich: die Bebauung des Bodens vor dem Hintergrund einer in Hinsicht auf obige Rentabilitätsprinzipien bestmöglichen Rendite. K.W. Nitzsch will in seinem gleichnamigen Aufsatz über Catos Buch vom Landbau (in: Zeitschrift für die Altertumswissenschaft (1845), No. 62–64) herausgefunden haben, dass sich Cato bei der Angabe seiner Musterwirtschaften auf ganz bestimmte Betriebe bezieht. Wir wissen, dass Catos Erfahrungskreis sich auf Mittel- und Unteritalien bezieht. Nitzsch zeigt nun auf, dass Catos Gut aus drei Teilen besteht, wovon einer unseren 'vermissten' über die Weidewirtschaft einbezieht: Die ersten beiden Teile seien somit die beiden auf ager privatus befindlichen vinea und olivetum in der Nähe von Casinum, der zweite Teil bestehe aus von Pächtern bewirtschaftetem Getreideland und der dritte sei ein großes Stück ager publicus, das sich zwischen Wein- und Olivenfeld befinde und als Weideland genutzt werde. Cato selbst gibt uns nun keinen Hinweis auf die Verifikation dieser These, daher muss Nitzsch' Vermutung eine Hypothese bleiben: Eine zusammenhängende Besitzung von olivetum, vinea und Weideland ist bei Cato nicht enthalten. Darüber hinaus dürfte es feststehen, dass allzu große Besitzungen von einem einzigen Gut aus nicht bewirtschaftet werden, zumal die Reben- und Olivenkultur sehr umfangreich geplant wurde und Kleinpächter bei Cato noch keine Erwähnung finden. Brockmeyer (Arbeitsorganisation und ökonomisches Denken in der Gutswirtschaft des römischen Reiches (1968), S. 80.) will allerdings schon bei den 'Verpachtungen' Catos eine Frühform des Kolonats erkennen. Jedoch meinte Cato mit den Verpachtungen lediglich die Werkverdingung in Form von Arbeitsmiete, namentlich die durch den politor vorgenommenen Arbeiten zur Bestellung von Getreidefeldern, auf denen auch Baumwirtschaft betrieben wurde sowie die Bewirtschaftung der Weinfelder durch den sogenannten partiarius. Beide konnten entweder freie Tagelöhner darstellen, die ausschließlich die Funktion von Erntehelfern hatten oder – und in diesen Termini bleibt Cato ungenau – kleine Unternehmer, die beauftragt wurden, mit einer bestimmten Zahl von Arbeitern bei der Ernte zu helfen oder die Ernte ganz in Angriff zu nehmen.
Getreide wurde jedoch auf den Musterwirtschaften mit produziert, und zwar vorwiegend auf der vinea, da in Italien Wein und Getreide (sowie auch Obst) auf dem gleichen Feld gedieh. Auch Vieh wurde auf den beiden Musterwirtschaften gehalten – allein schon wegen der Bedüngung, aber auch wegen der zu erwartenden Verkaufsprodukte. Etwa ein Drittel der Fläche diente der agrarischen Selbstversorgung.

## Größe des Gutsbetriebes
Cato bezieht sich im Gegensatz zu Columella und dessen im 1. Jh. n. Chr. erschienenem Werk De re rustica auf kleinere und mittlere Villentypen: Kleinbetriebe mit einer Größe von 10 bis 80 iugera und mittlere Betriebe von 80 bis 500 iugera. Die Größe seiner Musterwirtschaften ist nur als (tatsächlicher) Richtwert gedacht und somit kalkulierter Durchschnitt angesichts der tatsächlichen Größe der landwirtschaftlichen Gutshöfe des 2. Jh. v. Chr. Varros über 100 Jahre später erschienenes Werk rerum rusticarum libri tres thematisiert erstmals vereinzelte Großbetriebe.
Cato rechnet für 240 iugera Ölbau 13 Sklaven: 1 Verwalter (vilicus), seine Frau (vilica), 5 gewöhnliche Knechte (operarii), 3 Ochsentreiber (bubulci), 1 Eseltreiber (asinarius), 1 Schweinehirt (subulcus) und 1 Schafhirt (opilio). Für 100 iugera Weinbau veranschlagt er 16 Sklaven: 1 vilicus, die vilica, 10 operarii, 1 bubulcus, 1 salictarius (für das Anbinden der Rebstöcke), 1 asinarius und 1 subulcus. Sklaven bilden also bei Cato den Grundstock der Villa, wobei allerdings zu beachten ist, dass er sich auch der Dienstmiete bedient, wo eine geringe Anzahl an Hilfsleuten benötigt wird. Dienstmiete und Werkverdingung resultiert bei Cato nicht aus Sorge vor Sklavenaufständen, sondern ist ökonomisches Motiv. Ein tüchtiger Sklave kostete damals etwa 500 Denare, ein spezialisierter Sklave oder Haussklave 1500 Denare (mehr hat Cato nie für einen Sklaven angelegt) – zum Vergleich: Ein einfacher Legionär bekam zu Beginn des 2. Jh. v. Chr. etwa 120 Denare Jahressold. Getreu dem Grundsatz, möglichst viel zu verkaufen und nach Möglichkeit allzu hohe Ausgaben zu vermeiden, wurden die Sklaven bei Cato daher auf oben beschriebenem Niveau gehalten (die Ausgabe für einen Sklaven rentierte sich meist nach zwei, spätestens nach vier Jahren). Bei Varro finden wir hingegen den Hinweis, einem möglichen Zusammenhalt der Sklaven durch das Zusammenbringen unterschiedlicher Nationen vorzubeugen. Dem vorausgegangen sind die drei großen Sklavenkriege: 135–132 v. Chr. der Aufstand auf Sizilien, 104–101 v. Chr. der zweite sizilianische Aufstand und 73–71 v. Chr. der große Sklavenaufstand um Spartacus.

## Die Frauen
Cato schreibt über drei soziale Gruppen:
- Die nieder stehende Schicht der Arbeiter und Sklaven, also das Gesinde (familia)
- Verwalter (vilicus) und Schaffnerin (vilica), die zwar auch zum Gesinde zählen, aber etwas herausgehoben sind
- Gutsherr und Gutsherrin, die der höheren Gesellschaftsschicht angehören

Bei der Beschreibung des Gesindes spielen Frauen keine Rolle. Z. B. wird im Kapitel LXV die Zuteilung des Essens zwischen schwerer und leichter körperlich Arbeitenden unterschieden. Frauen werden aber hier und auch sonst nicht eigens erwähnt. Auch die Rolle der Gutsherrin bleibt blass. Im Kapitel CLII wird erwähnt, dass sie Opfer anordnen kann. Wir erfahren kaum mehr über sie. Überraschend ausführlich und poetisch ist die Schilderung der Schaffnerin in Kapitel CLII. Cato erlaubt ihr bei ihrer Sorge für das körperliche Wohl des Hausherrn und des Gesindes eine gewisse Selbständigkeit und sogar Verschwendung.

## Ausgaben
- De agri cultura. Ad fidem Florentini codicis deperditi iteratis curis edidit Antonio Mazzarino (Bibliotheca scriptorum Graecorum et Romanorum Teubneriana). Teubner: Leipzig 2. ed. 1982 (CXXXV, 138 pp.; 12 tab.)
- Über den Ackerbau. Hrsg., übersetzt und erläutert von Dieter Flach. Lateinisch und deutsch. Steiner: Stuttgart 2005, ISBN 3-515-08632-3
- De agri cultura. Fragmente. Alle erhaltenen Schriften. Lateinisch und deutsch. Hrsg. von Otto Schönberger. Heimeran: München 1980. 2. Aufl. Artemis & Winkler, Düsseldorf & Zürich 2000, ISBN 3-7608-1723-8
- De agri cultura liber. Hrsg. von Georg Goetz auf der Grundlage der Ausgabe von Heinrich Keil. Teubner: Leipzig 1922 Digitalisat